# Ride (Album)
Ride ist das erste Studioalbum der US-amerikanischen Hard-Rock-Band Motor Sister, das im März 2015 erschien.

## Entstehung und Veröffentlichung
Anlässlich des 50. Geburtstags des Anthrax-Gitarristen Scott Ian spielte der ehemalige Mother-Superior-Sänger Jim Wilson zusammen mit Ian, seiner Frau Pearl Aday sowie Joey Vera und John Tempesta ein privates Konzert. Dabei spielte die Band zwölf von Ian ausgesuchte Lieder von Mother Superior. Sechs Titel davon stammen von dem Album Moanin, die anderen Titel kommen von den Alben Mother Superior, Sin, 13 Violets und Three Headed Dog. Von den drei in den 1990er Jahren veröffentlichten Alben wurden keine Titel verwendet. Noch am Abend des Konzerts beschlossen die beteiligten Musiker, ein Album aufzunehmen.
Das Album wurde innerhalb von zwei Tagen live in Scott Ians eigenem Tonstudio aufgenommen. Produziert wurde Ride von Jay Ruston, der zuvor schon das Anthrax-Album Worship Music produzierte. Laut dem Bassisten Joey Vera wurden einige Songs in einem Take, manche in vier Takes aufgenommen. Wenn sich jemand verspielte, begannen die Musiker von vorne und verzichteten auf Overdubs. Jim Wilson und Pearl Aday benötigten dann noch einen weiteren Tag für die Gesangsaufnahmen. Der Gesang wurde getrennt aufgenommen, da es an den ersten beiden Aufnahmetagen zu laut im Studio war, um den Gesang aufnehmen zu können. Der Albumtitel Ride stammt aus dem Text des Liedes Little Motor Sister.
Die Erstveröffentlichung von Ride erfolgte schließlich am 6. März 2015 bei Metal Blade. Das Album erschien in seiner Originalausführung als CD und Download mit zwölf Titeln (Katalognummer: 3984-15339-2). Um das Album zu bewerben wurden unter anderem Musikvideos zu den Liedern A Hole und Beg Borrow Steal gedreht.

## Titelliste
1. This Song Reminds Me of You – 4:58
2. A Hole – 3:18
3. Beg Borrow Steal – 3:25
4. Fool Around – 5:16
5. Get that Girl – 3:08
6. Head Hanging Low – 3:44
7. Fork in the Road – 3:11
8. Little Motor Sister – 3:02
9. Pretty in the Morning – 3:34
10. Whore – 3:00
11. Dog House – 3:33
12. Devil Wind – 4:41

## Rezeption
Frank Thiessies vom deutschen Magazin Metal Hammer bezeichnete Motor Sister als „lässiges All-Star-Projekt, das gänzlich ohne Allüren auskommt und den ursprünglichen Bewegungsgrund Spaß nie aus den Augen verlieret“. Thiessies vergab fünf von sieben Punkten. Reinhold Reither vom österreichischen Onlinemagazin Stormbringer.at bezeichnete Ride als „wohltuhend dahinrockendes Classic-Rock-Album“, dass „ernorm frisch und energetisch klingt“ und vergab 3,5 von fünf Punkten.